# Universität Täbris

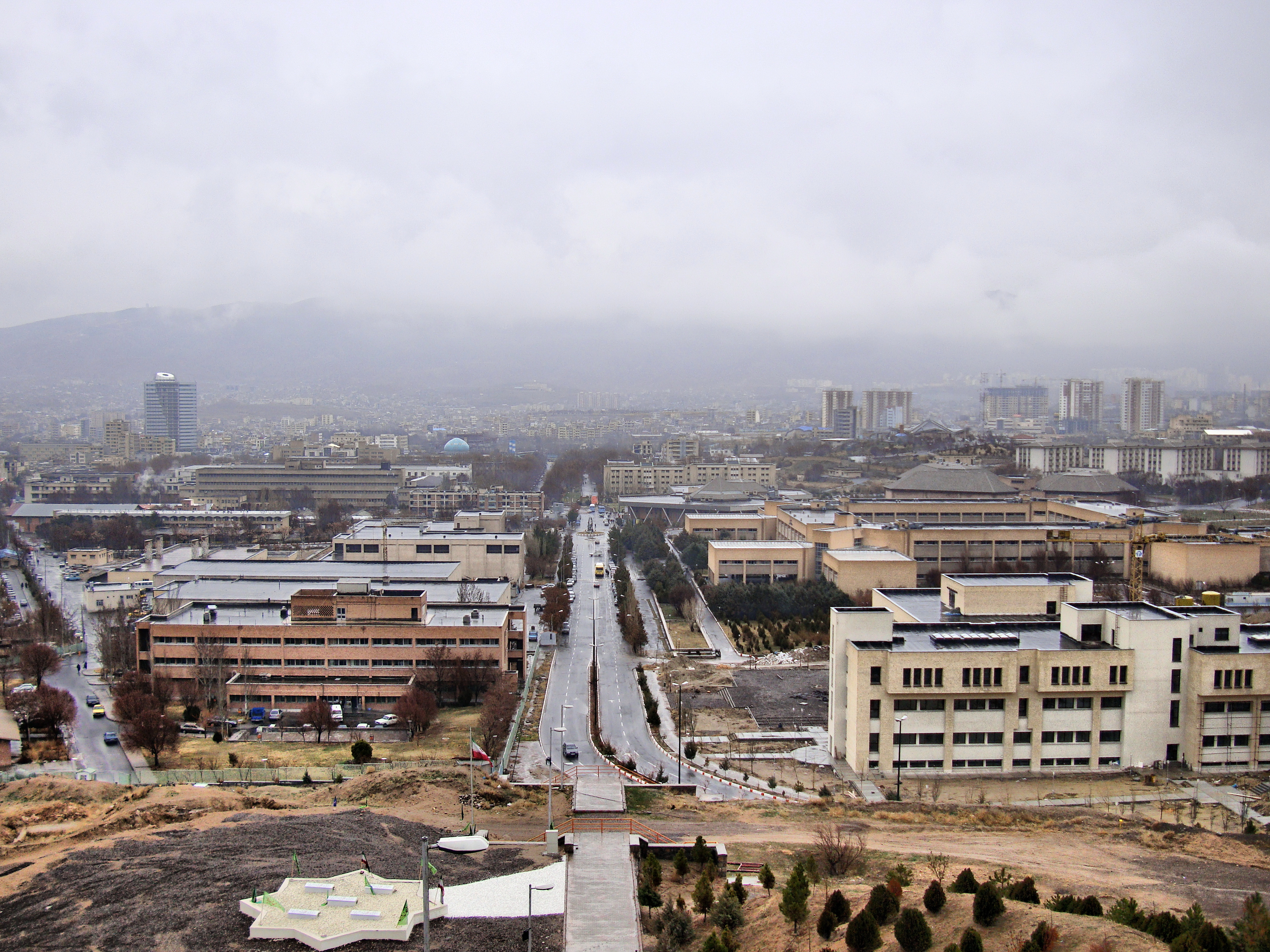
Blick auf den Campus der Universität mit der Stadt Täbris im Hintergrund (2009).

Die Universität Täbris oder auch Täbris-Universität (persisch دانشگاه تبریز Daneschgah-e Tabriz) ist eine staatliche Universität in der Stadt Täbris der Hauptstadt der Provinz Ost-Aserbaidschan. Vor der islamischen Revolution im Jahre 1979 hieß sie Universität von Azarabadegan. Sie ist die zweitälteste Universität Irans nach der Universität Teheran und das größte Bildungsinstitut im Nordwesten Irans.
Gegründet wurde die Universität am 12. Juni 1946 von Dschafar Pischewari. Die Universität startete ihren Lehrbetrieb im Jahr 1947 mit den Fakultäten Literatur und Medizin. Inzwischen beträgt die Zahl der immatrikulierten Studenten etwa 24.000 und die der akademischen Mitarbeiter 800.

## Fakultäten
- Chemie
- Sprachwissenschaften
- Informatik
- Elektrotechnik
- Psychologie
- Mathematik
- Physik
- Volkswirtschaftslehre
- Biologie
- Bauingenieurwesen
- Landwirtschaft
- Maschinenbau
- Wirtschaft
- Materialwissenschaft